# Europeana
Europeana est une plateforme numérique européenne lancée en novembre 2008 par la Commission européenne. Elle donne accès à des ressources (livres, matériel audiovisuel, photographies, documents d'archives, etc.) numériques des institutions culturelles de l'Union européenne. En 2020, cette bibliothèque numérique compte plus de 58 millions d'objets numériques. Europeana n'archive pas les œuvres, mais sert uniquement d'interface de recherche. Les œuvres sont disponibles à travers des liens vers la bibliothèque numérique de l'institution ayant assuré sa numérisation et sa mise en ligne, par exemple Gallica.
Plus de 3 500 institutions participent à Europeana, comme la British Library à Londres, le Rijksmuseum à Amsterdam ou le Louvre à Paris. Pour cela, les États membres s'engagent à numériser leurs contenus, les rendre accessibles sur le World Wide Web et à assurer leur conservation sous forme numérique pour les générations futures. Le projet fait appel, outre aux bibliothèques nationales, aux services d'archivage et aux musées.

## Histoire
Le projet d’Europeana est né à la suite d'une lettre du Président de la République Jacques Chirac cosignée par les premiers Ministres allemand, espagnol, italien, polonais et hongrois et adressée au Président de la Commission Européenne José Manuel Durão Barroso en avril 2005. La lettre recommandait la création d’une bibliothèque européenne qui rendrait accessible à tous le patrimoine culturel de l’Europe. Le 30 septembre 2005, le programme i2010 de la Commission Européenne annonçait comme objectif la création et le soutien d’une bibliothèque numérique européenne. Cette lettre, ainsi que le projet Europeana qui en découle, s'inscrivent en réaction au projet de Google, Google Print (rebaptisé Google Search Books, Google Recherche de Livres puis Google Livres en français) annoncé en 2004 et qui prévoyait la numérisation de plusieurs millions de livres.
Commencée à l'été 2006 afin de la soumettre à ses partenaires européens, la pré-version d'Europeana a été mise en ligne le 22 mars 2007, à l'occasion du Salon du livre de Paris. À cette occasion, la Bibliothèque nationale de France a présenté une maquette de la Bibliothèque numérique européenne baptisée Europeana qui rassemble (pour son ouverture) environ 12 000 documents libres de droits, en mode image et en mode texte (obtenus par OCR) issus des collections de la BnF (7 000), notamment à partir de Gallica, de la Bibliothèque nationale Széchényi de Hongrie et de la Bibliothèque nationale du Portugal.
Le 29 mai 2008, la commissaire européenne Viviane Reding annonce la fermeture du premier prototype et le lancement de la Bibliothèque numérique européenne, qui reprend le nom d'Europeana, le 20 novembre 2008, jour de son lancement officiel par le président de la Commission européenne, José Manuel Barroso. Elle est alors accessible dans les 21 langues officielles de l'Union européenne.
Depuis cette date, deux millions de documents culturels numérisés (livres, peintures, photos, films, musique, etc.) sont consultables gratuitement sur son site Internet avec l'objectif de dépasser les 10 millions de documents en 2010. Finalement, fin 2010, ce sont 14 millions d'œuvres qui sont disponibles.
Le soir du 20 novembre 2008, le site doit fermer car ses six serveurs, surchargés par la fréquentation, sont insuffisants. Le 23 décembre 2008, le site Europeana ouvre à nouveau, mais se présente comme étant encore en phase de test.
En 2009, tous les membres de l'UE sont parties prenantes dans le projet.
La Commission européenne reconnaît que l'initiative de Google avec le projet Google Book Search (anciennement Google Print) a eu le mérite d'amener les pays européens à se questionner sur le patrimoine européen.
Depuis 2011, le site s’est enrichi de nouveaux outils, notamment de traduction et de recherches d’informations sur Wikipédia et autres sources[réf. nécessaire].

## Projets
L’enrichissement d’Europeana est mené depuis plusieurs années via des projets de numérisation et d’agrégation co-financés par la Commission européenne.
Exemples de projets pour Europeana :
- Europeana 1914-1918 : Campagne de collecte de souvenirs et documents originaux en possession de particuliers, organisée dans de nombreux pays européens entre 2011 et 2014[15].
- Europeana Regia : projet réunissant 5 bibliothèques, dont l’objectif était de constituer une bibliothèque numérique collaborative de manuscrits du Moyen Âge et de la Renaissance via la numérisation et la mise en ligne d’un corpus issu de 3 collections royales : Bibliotheca Carolina (VIIIe et IXe siècles), la Librairie de Charles V et sa famille (XIVe siècle) et la Bibliothèque des Rois aragonais de Naples (XVe et XVIe siècles)[16]. Les participants étaient la Bibliothèque nationale de France, pilote (et avec l’association de 13 bibliothèques et institutions patrimoniales françaises) ; la Bibliothèque royale de Belgique ; la Bibliothèque de Wolfenbüttel (Allemagne) ; la Bibliothèque de l’État de Bavière (Allemagne) ; la Bibliothèque de l’Université de Valence (Espagne).
- Europeana Collections 1914-1918 (avril 2011-mars 2014)[17] : projet réunissant une douzaine de bibliothèques nationales européennes, dont l'objectif était la numérisation et la mise en ligne de plus de 400 000 documents originaux de la Première Guerre mondiale. Avec un budget de 5,4 millions d’euros, les participants à ce projet étaient :
  - Stiftung Preussischer Kulturbesitz (Allemagne), pilote ;
  - Bibliothèque nationale de France ;
  - Bibliothèque nationale et universitaire de Strasbourg (France) ;
  - Bibliothèques nationales centrales de Rome et Florence (Italie) ;
  - Bibliothèque royale de Belgique ;
  - British Library (Royaume-Uni) ;
  - Bibliothèque royale et nationale de Danemark à Copenhague ;
  - Bibliothèque nationale d'Autriche ;
  - Bibliothèque nationale de Serbie ;
  - Université Humboldt de Berlin (Allemagne) ;
  - Institut central pour le catalogue unique et l'information bibliographique des bibliothèques italiennes.
- Europeana Film Gateway[18] ayant comme sous-projet l'European Film Gateway 1914[19].
- Europeana Photography[20].

Exemples de projets d’agrégation pour Europeana :
- Europeana Newspapers[21] (février 2012 – mars 2015) : projet réunissant 18 partenaires, dont l’objectif était faciliter l’accès du public aux articles de la presse quotidienne européenne avec pour cible 29 millions de pages de journaux consultables. Ce projet s’est concentré notamment sur l’optimisation de la reconnaissance automatique des articles de presse et sur l’enrichissement sémantique des métadonnées relatives à ces contenus. Les 18 partenaires étaient :
  - Stasstsbibliothek zu Berlin, Stiftung Preussischer Kulturbesitz (Allemagne), pilote ;
  - Bibliothèque nationale des Pays-Bas ;
  - Université de Salford (Royaume-Uni) ;
  - The European Library ;
  - Europeana ;
  - Université d’Innsbruck (Autriche) ;
  - LIBER ;CCS Content Conversion Specialists (Allemagne) ;
  - Bibliothèque nationale d'Autriche ;
  - Université de Belgrade Bibliothèque « Svetozar Markovic » (Serbie) ;
  - Bibliothèque nationale d’Estonie ;
  - Bibliothèque nationale de Finlande ;
  - Bibliothèque nationale de France ;
  - Dr. Friedrich Teßmann Library (Bolzano, Italie) ;
  - Bibliothèque d’État et universitaire de Hambourg (Allemagne) ;
  - Bibliothèque nationale de Lettonie ;
  - Bibliothèque nationale de Pologne ;
- Europeana Sounds (février 2014 – janvier 2017) : projet réunissant 24 partenaires de 12 pays, dont l’objectif était d’accroître considérablement le contenu audiovisuel accessible via Europeana principalement en musique classique, musique traditionnelle et folklorique, enregistrements sonores de la nature et archives de la parole[réf. nécessaire]. Ont contribué au projet :
  - British library (Royaume-Uni), pilote ;
  - Netherlands Institute for Sound and Vision (Pays-Bas) ;
  - Kennisland (Pays-Bas) ;
  - Europeana ;
  - Université nationale et technique d’Athènes (Grèce) ;
  - Bibliothèque nationale de France ;
  - AIT Austrian Institute of Technology (Autriche) ;
  - NET7 (Italie) ;
  - Historypin (Royaume-Uni) ;
  - Centre national de la Recherche scientifique (France) ;
  - UAB DIZI (Lituanie) ;
  - Bibliothèque nationale d’Allemagne ;
  - Music Library of Greece of the Friends of Music Society (Grèce) ;
  - Institut central pour le catalogue unique et l'information bibliographique des bibliothèques italiennes ;
  - Irish Traditional Music Archive (Irlande) ;
  - The Language Archive at MPI-PL (Pays-Bas) ;
  - Bibliothèque nationale de Lettonie ;
  - Österreichische Mediathek (Autriche) ;
  - Rundfunk Berlin-Brandenburg (Allemagne) ;
  - Sabhal Mòr Ostaig (Royaume-Uni) ;
  - Bibliothèque royale et nationale de Danemark ;
  - Bibliothèque nationale d'Autriche ;
  - Institut d’histoire contemporaine - Universidade Nova de Lisboa (Portugal) ;
  - Comhaltas Ceoltoiri Eireann (Irlande).

## Fonctionnement du site

### Fonctionnement général
Europeana donne accès à divers types de documents, issus de différentes institutions patrimoniales. Les contenus en ligne ne sont pas hébergés sur un même site mais sur celui de leur institution d’origine. Ainsi, Europeana collecte les informations contextuelles – ou métadonnées. L’accès au contenu entier se fait par une redirection sur le site hébergeant le document. En raison de méthodes et formats de catalogage qui diffèrent parfois selon le pays et le type d’institution patrimoniale (bibliothèques, musées, archives, archives audiovisuelles…), les informations doivent être uniformisées sous un même format, Europeana Semantic Elements. Ce format de métadonnées a pour inconvénient d’adopter la méthode du « plus petit dénominateur commun » pour intégrer les différents types de contenu numérisé. C’est pourquoi en 2010 a été mis en place l’Europeana Data Model, un format de métadonnées plus performant, permettant de fournir aux utilisateurs plus d’informations et de meilleure qualité.
À noter qu’Europeana se contente de regrouper du contenu numérisé mais ne prend pas part à la numérisation, celle-ci relevant de l’initiative des institutions en possession des collections.

### Collections thématiques
En 2016, Europeana inaugure ses premières collections thématiques avec Europeana Art et Europeana Music. Ces collections thématiques grand public présentent sur un thème donné des fonds sélectionnés et éditorialisés.Cette volonté d’une approche thématisée des fonds s’est poursuivie en 2017 avec la mise en ligne des collections Europeana Fashion, Europeana 1914-1918, Europeana Maps and Geography, Europeana Natural History, Europeana Photography et Europeana Sport.

## La Fondation Europeana

### Organisation
La Fondation Europeana (Europeana Foundation) est l’organe gouvernant du service Europeana. Ses membres sont les présidents de différentes associations européennes pour la préservation du patrimoine. La Fondation promeut une collaboration entre les musées, les archives, les archives audiovisuelles et les bibliothèques, de façon que les utilisateurs puissent accéder de façon globale aux divers contenus par le biais d’Europeana et d’autres services. Europeana Foundation est fondée sous le droit néerlandais et hébergée par la Bibliothèque nationale des Pays-Bas, la Koninklijke Bibliotheek. La fondation fournit à Europeana un cadre légal, employant le personnel nécessaire et levant les fonds nécessaires à sa pérennité.
Le 1er mai 2018 Harry Verwayen a succédé officiellement à Jill Cousins en tant que Directeur exécutif de la Fondation.

### Financement
Europeana et les différents projets liés ont été cofinancés par la Commission Européenne dans le cadre de ses différents programmes comme eContentsplus, l'ICT-PSP ou Programme d'appui stratégique en matière de technologies de l'information et de la communication, le Mécanisme pour l'Interconnexion en Europe (le MIE), lesquels sont cofinancés par les États Membres, via leurs Ministères de la Culture.

### Stratégie
Le nouveau plan stratégique est 2015-2020. Il repose sur trois grands objectifs :
- Faciliter et récompenser le partage de contenu de haute qualité par des institutions culturelles patrimoniales : le principal argument étant que contribuer à Europeana (ou aux projets) permet d’accroître ainsi leur audience à moindre coût et de gagner en réputation ;
- S’étendre et s’associer avec d’autres institutions de recherche, d’éducation, des réseaux sociaux, plateformes créatives, pour toucher un public le plus divers et le plus large possible tout en répondant à ses demandes ;
- Faire contribuer les citoyens européens aux sites, à travers les campagnes collaboratives.

### Programme
- 2006 : Collaboration entre les bibliothèques nationales des 25 États membres et utilisation du portail The European Library.
- 2008 : Au minimum, 2 millions d'objets devaient être numérisés, consultables et utilisables.
- 2010 : Ouverture à d'autres types de documents.
- 2011 : Europeana compte 19 millions d'objets numérisés tandis que l'Union européenne a fixé pour objectif final d’atteindre les 30 millions d’objets mis en ligne à l'horizon 2015[26].
- 2018 : Le projet dépasse les 51 millions d'objets numérisés.

## Galerie

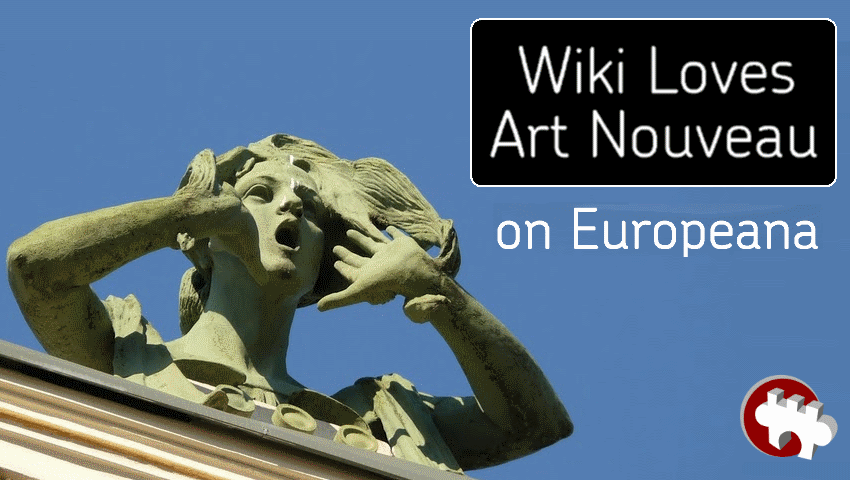
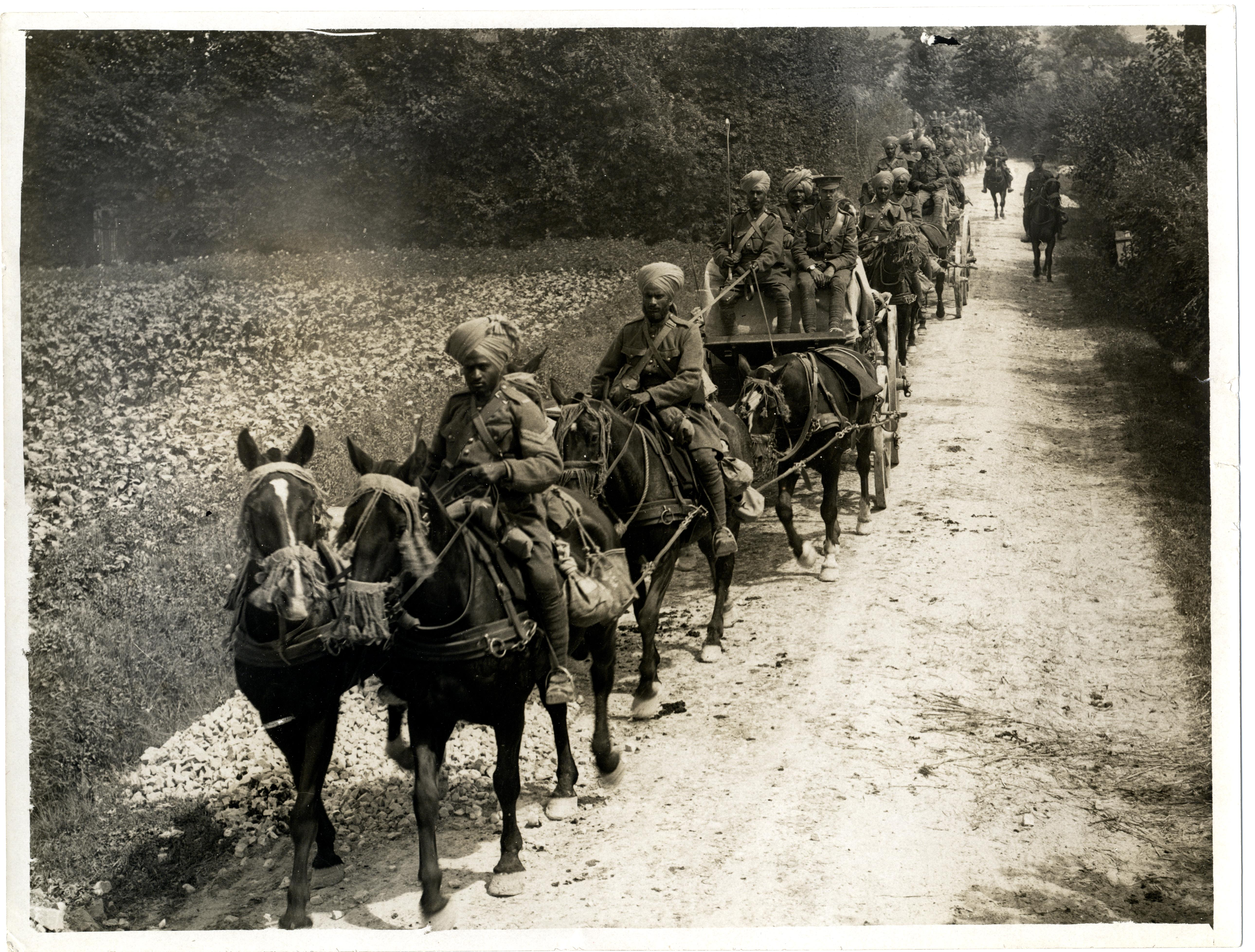
Un convoi de la cavalerie, Europeana collections 1914-1918
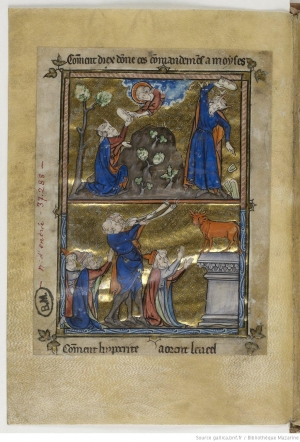
Manuscrit enluminé, Europeana Regia